# Kong Rong
 (décembre 2018).
Si vous disposez d'ouvrages ou d'articles de référence ou si vous connaissez des sites web de qualité traitant du thème abordé ici, merci de compléter l'article en donnant les références utiles à sa vérifiabilité et en les liant à la section « Notes et références ».
Pour les articles homonymes, voir Kong.
Dans ce nom, le nom de famille, Kong, précède le nom personnel.
Kong Rong est un chinois. Kong Rong (153 - 26 juillet 208) était le préfet de Beihai sous les Han. C'était un écrivain des plus célèbres à l'époque de la Chine Antique, et l'un des Sept Lettrés de Jian'an.
Un jour Tao Quiao, seigneur du Xu, lui demanda de venir l'aider contre l'invasion de Cao Cao. De ce pas, Kong Rong rassembla ses troupes et mena la bataille avec vigueur et courage. Après la bataille Cao Cao s'était retiré de la province pour s'en prendre aux autres nations.
Quelques années plus tard, Kong Rong avait accepté d’offrir ses services à Cao Cao mais ne se doutait pas qu'il s'entraînait dans un piège. Une seule journée après son entrée au Wei, Kong Rong est exécuté de la main de Cao Cao pour avoir refusé de coopérer lors de l'invasion du Xu.
Kong Rong n'avait pas eu d'enfant donc pas de descendant, la famille Kong prit fin au moment où l'épée de Cao Cao trancha sa gorge.
Kong Rong était également descendant de l'illustre penseur et philosophe Confucius.